# 鄭成功墓址
23°02′13″N 120°13′44″E / 23.036932°N 120.228969°E
鄭成功墓址位於臺灣臺南市永康區塩洲里，是鄭成功一开始被埋葬的地方。1699年，郑成功的棺木遷移到泉州南安鄭成功墓。1980年，鄭成功墓址紀念碑落成。

## 歷史
1662年6月23日，鄭成功逝世，之后他被葬在洲仔尾。康熙帝令鄭克塽、鄭克壩將鄭成功、鄭經的遺骨由臺灣遷回故里安葬，因此在1699年5月22日，鄭成功改葬到福建南安。
台灣戰後時期，鄭成功墓址土地由福泰皮革廠拥有，附近皆是工廠，正對着南良實業公司的舊守衛室。1979年2月17日，中華民國鄭氏宗親總會理事長鄭彥棻在台南縣縣長楊寶發陪同下，到鄭成功原墓址探查，计划把这里改成一处紀念設施。为了豎立紀念碑，時任永康鄉鄉長的黃來鎰爭取到了縣、省、中央政府的經費補助，並獲得了福泰皮革廠董事長吳麗明的同意。1980年6月，鄭成功墓址紀念碑落成。紀念碑四面分别是台湾省主席邱創煥、內政部長林洋港、台南縣長楊寶發、黃來鎰四人的題字。之後，碑前不時有人上香祭拜。墓址環境平日由南良實業員工整理。紀念碑前面的道路原先沒有路名，黃來鎰將其命名為「國聖街」。1992年，紀念碑重建。2003年，永康市公衛所为了慶祝升格十周年，與郵政總局合作發行2000套紀念郵票，每套10張，其中有鄭成功墓址紀念碑圖片。

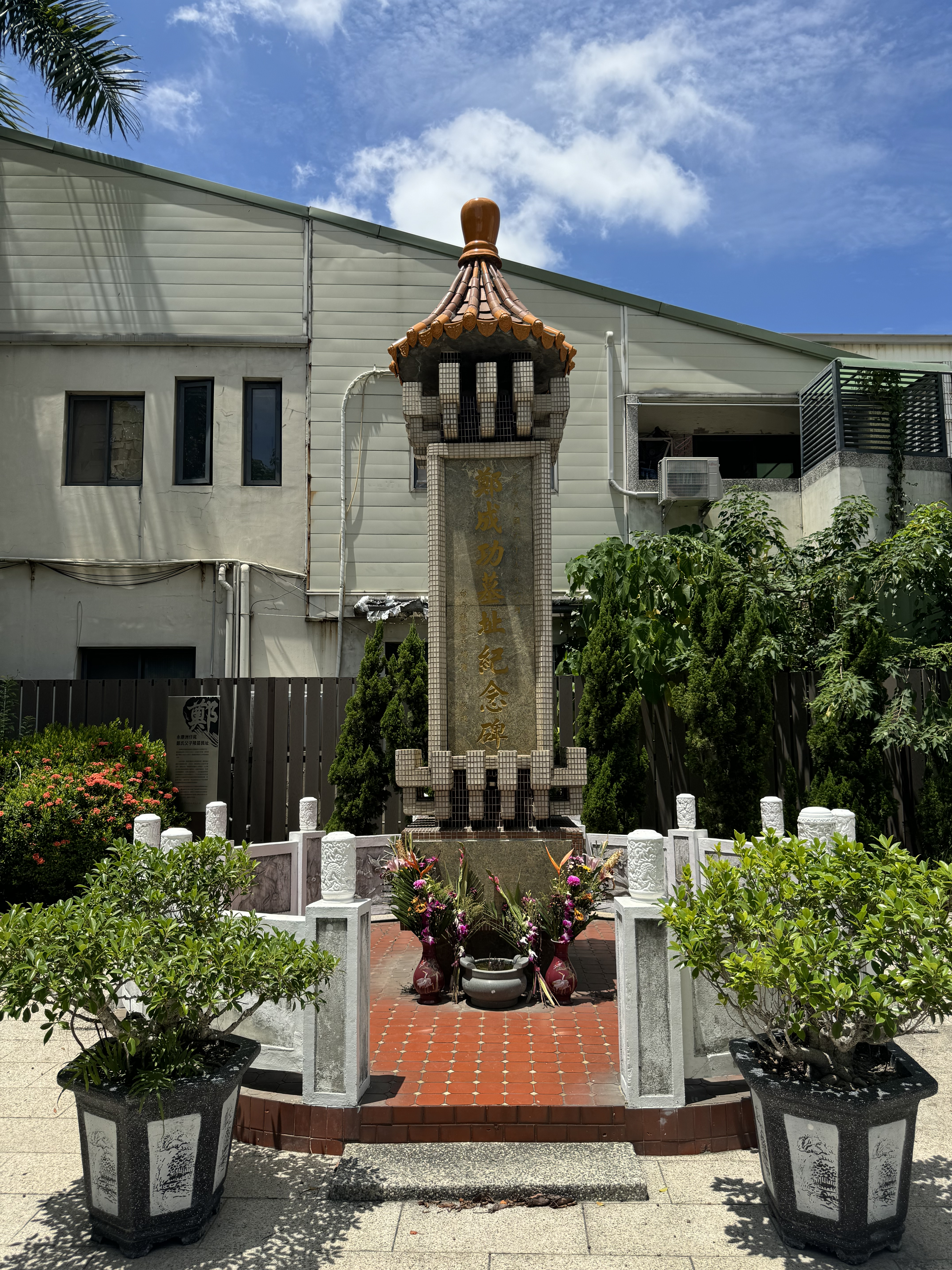
紀念碑近照

李坤煌任永康市市长时，決定将墓址興建为紀念公園。2007年3月16日，縣長蘇煥智、議員郭瑞南、李崇智、康進水、塩洲里長毛三寶、市民代表王金福、文化局長葉澤山在南良實業公司會議室討論建立公園的事宜。
鄭成功墓址地點比较隱密，而且紀念鄭成功相關活動多在市區，因此墓址的知名度不如其他紀念鄭成功的地方。臺灣的鄭氏宗親原先較少在鄭成功忌日祭祀，直到台灣兩岸關係發展促進會等组织在鄭成功墓址於2019年6月23日发起了首次公祭（暨鄭氏家祭）。